# Nordhordlands prosteri

Prosterier i Bjørgvins stift. Det ljuslila området på kartan är Nordhordlands prosteri.

Nordhordlands prosteri (norska: Nordhordland prosti) är ett kontrakt (prosteri, norska: prosti) i Bjørgvins stift inom Norska kyrkan. Kontraktet omfattar kommunerna Alver, Austrheim, Fedje, Gulen, Masfjorden, Modalen och Solund i Vestland fylke i västra Norge.
Namnet kommer från landskapet Nordhordland, som till en stor del omfattar samma område som kontraktet. Kommunerna Gulen och  Solund räknas dock till landskapet Sogn, även om det som idag är Gulens kommun historiskt sett har räknats till Nordhordland.

## Socknar
Nordhordlands prosteri består av 13 socknar (norska: sokn eller sogn) inom sju kyrkliga samfälligheter (norska: kirkelige fellesråd), motsvarande kommunerna:

### Alvers kyrkliga samfällighet
- Knarviks socken
- Lindås socken
- Melands socken
- Osterfjordens socken
- Radøy socken

### Austrheims kyrkliga samfällighet
- Austrheims socken

### Fedje kyrkliga samfällighet
- Fedje socken

### Gulens kyrkliga samfällighet
- Brekke socken
- Gulens socken
- Mjømna socken

### Masfjordens kyrkliga samfällighet
- Masfjordens socken

### Mo kyrkliga samfällighet
- Mo socken

### Solunds kyrkliga samfällighet
- Solunds socken